# Jacob Aall
 (novembre 2016).
Jacob Aall, né le 27 juillet 1773 à Porsgrunn et mort le 4 août 1844 à Arendal, est un historien et homme politique norvégien. Il prit part à la rédaction de la Constitution de Norvège et fut un membre influent de la Storting.

## Distinctions
- Chevalier de l'ordre de Dannebrog
- Commandeur de l'ordre de Vasa

## Publications
- Fædrelandske Ideer, Kristiansand 1809
- Om Kornmangelen i Norge, med Hensyn paa Misvæxten 1812, Kristiansand 1813
- Erindringer som Bidrag til Norges Historie fra 1800-1815. Cappelen, Christiania 1844

1. Første tidsrum fra 1800-1807.
2. Andet tidsrum fra 1809-1814.
3. Tredie tidsrum 1814-1815.